# Бельидо, Гидо
Ги́до Бельи́до Уга́рте (исп. Guido Bellido Ugarte; род. 7 августа 1979) — перуанский политик, член партии Свободное Перу. С 29 июля по 6 октября 2021 года — премьер-министр Перу, а также член Конгресса Перу от региона Куско.

## Биография
Родился 7 августа 1979 года в округе Ливитака, провинция Чумбивилкас, в семье народа кечуа. Окончил Национальный университет Сан-Антонио Абад, где получил степень бакалавра электротехники, а затем — степень магистра экономики со специализацией в государственном управлении и региональном развитии.
До 2018 года состоял в партии «Вперёд, Перу, вперёд!» (исп. Arriba Peru Adelante). Затем вступил в партию Свободное Перу, став секретарём отделения партии в регионе Куско.
В мае 2021 года перуанское ведомство по борьбе с терроризмом начало расследование в отношении Гидо Бельидо в связи с интервью, данному им одному из онлайн-изданий, в котором он попытался оправдать членов левой антиправительственной организации Сендеро Луминосо.
На всеобщих выборах 2021 года Бельидо был избран в Конгресс от региона Куско, 27 июля 2021 года принял присягу как конгрессмен. Два дня спустя, 29 июля 2021 года, президент Педро Кастильо одновременно назначил его премьер-министром страны.
27 августа 2021 года Конгресс утвердил правительство Гидо Бельидо большинством голосов — 73 «за», 50 «против». Председатель Конгресса Марикармен Альва при голосовании воздержалась.
6 октября 2021 года президент Кастильо отправил в отставку правительство Бельидо.